# Mercedes Cantero
Mercedes Cantero es una montadora y editora de cine española conocida por 100 días con la Tata, Omega y Sanz: Lo que fui es lo que soy, ganadora de un Latin Grammy en la categoría de Mejor vídeo musical versión larga.

## Biografía
Comenzó como montadora en el año 2000. Entre sus montajes más reconocidos se encuentran los largometrajes Eres mi héroe, Underground, la ciudad del Arco Iris, El corazón de la tierra, Juan de los Muertos (Goya a la Mejor Película Iberoamericana), capítulos de la serie La peste (de Alberto Rodríguez), los documentales Omega (de José Sánchez-Montes y Gervasio Iglesias Macías, sobre el cantaor Enrique Morente) y Mi Querida España (un repaso a los 30 años de la historia de nuestro país a través del archivo de más de 5.000 entrevistas del periodista Jesús Quintero, dirigido por Mercedes Moncada), y 100 días con la Tata (Mejor documental en los premios Forqué).
Además de los numerosos galardones que han conseguido estas películas, podemos destacar el premio al mejor montaje del Festival de Zaragoza por Tocata y Fuga (2006), dos nominaciones a los premios ASECAN por mejor montaje en 2013 por Juan de los Muertos y en 2017 por Omega, y un premio también al mejor montaje de ASECAN en 2016 por Mi querida España.

## Filmografía
| Año  | Película                                | Formato                                          | Nominaciones/Premios |
| ---- | --------------------------------------- | ------------------------------------------------ | --- |
| 2000 | La vida en un día                       | Serie TV                                         | |
| 2002 | Asalto informático                      | TV movie                                         | |
| 2003 | Eres mi héroe                           | Película                                         | |
| 2003 | Underground, la ciudad del Arco Iris    | Documental                                       | |
| 2003 | Dunas                                   | Cortometraje                                     | |
| 2003 | Made in China                           | Cortometraje                                     | |
| 2003 | Nieves                                  | Cortometraje                                     | |
| 2005 | El contrato                             | Cortometraje                                     | |
| 2005 | El camino de Víctor                     | TV movie                                         | |
| 2005 | Cielo sin ángeles                       | Cortometraje                                     | |
| 2006 | La buena voz                            | Película                                         | |
| 2006 | La Giralda perdida de Nueva York        | Documental                                       | |
| 2006 | Tocata y fuga                           | Cortometraje                                     | |
| 2006 | Palomita mía                            | Cortometraje                                     | |
| 2007 | El corazón de la tierra                 | Película                                         | |
| 2008 | Martes de carnaval                      | Serie TV                                         | |
| 2009 | La sirena y el buzo                     | Documental                                       | |
| 2010 | Tiempo de Leyenda                       | Documental                                       | |
| 2010 | Don Mendo Rock ¿La venganza?            | Documental                                       | |
| 2011 | Tres                                    | Cortometraje                                     | |
| 2011 | Juan de los muertos                     | Película                                         | |
| 2011 | Los muertos no se tocan, nene           | Documental                                       | |
| 2012 | Palabras mágicas                        | Documental                                       | |
| 2012 | Recuerdos de una exposición             | Documental                                       | |
| 2013 | No tiene gracia                         | Cortometraje                                     | |
| 2013 | Subterráneo                             | Cortometraje                                     | |
| 2013 | Triana pura y dura                      | Documental                                       | |
| 2014 | Quivir                                  | Documental                                       | |
| 2015 | Mi querida España                       | Documental                                       | ASECAN Mejor montaje ASECAN Mejor dirección ASECAN Nominado guion ASECAN Nominado documental IMAGENERA Mejor documental |
| 2016 | Omega                                   | Documental                                       | |
| 2018 | Sanz: Lo que fui es lo que soy          | Documental                                       | |
| 2018 | La búsqueda                             | Documental                                       | |
| 2019 | Nos salvará la risa (Los Ulen, 30 años) | Documental                                       | ASECAN Mejor dirección Novel                                                                                            |
| 2019 | La Peste                                | Serie TV T2.03: Pontecorvo T2.06: El viejo mundo | |
| 2021 | buddhistandqueer                        | Documental                                       | |
| 2021 | 100 días con la Tata                    | Documental                                       | |
| 2022 | @Buddhistandqueer: del sari a la túnica | Cortometraje                                     | |